# Florești, Vaslui
Florești este un sat în comuna Poienești din județul Vaslui, Moldova, România.

## Așezare geografică
Florești este situat la 38 km nord-vest de Bârlad și la 27 km sud-vest de Vaslui.

## Religie
La marginea de vest a satului Florești se află, Mănăstirea Florești, așezământ religios ortodox. Mănăstirea a fost construită între 1852-1881, pe ruinele unei ctitorii, ridicată începând cu anul 1590, ctitorii ei fiind Cârstea Ghenovici (biv vel vornic al Țării de Sus) și lupâneasa lui, Anghelina.

## Transport
Accesul se face de pe drumul național, care leagă municipiile Bacăul și Vaslui, DN2F. Din dreptul localității Poienești se merge pe drumul județean Poienești-Bârlad, DJ245. Satul este traversat de drumul comunal DC163. Din municipiul Bârlad, se poate ajunge pe drumul județean Bârlad-Poienești, DJ245.